# Komunistična partija Hrvaške
Komunistična partija Hrvaške (kratica KPH) je bila levičarska politična stranka, ki je bila na Hrvaškem ustanovljena leta 1937 kot del Komunistične partije Jugoslavije.

## Ustanovitev
Po vrnitvi Josipa Broza iz emigracije, se je začelo tajno ustanavljanje komunistične stranke na tleh Hrvaške. započinje rad na stvaranju Komunističke partije Hrvatske. 14. aprila 1937 je Broz v svojem poročilu o položaju KPJ v državi opisal tudi stanje na Hrvaškem. V poročilu je navedel, da je partijska organizacija v Zagrebu v precej slabem organizacijskem stanju, predvsem zaradi večkratnih vdorov v prostore stranke.
Po tem poročilu ustanovi posebno skupino, ki prevzame priprave na ustanovni kongres KPH. Kongres je potekal v noči med 1. in 2. avgustom 1937 v Anindolu v bližini Samobora. Na njem je bilo prisotnih 16 delegatov iz Osijeka, Splita, Siska, Sušaka, Varaždina in Zagreba. Konferenco je odprl Josip Broz, ki je poudaril, da se KPJ zavzema predvsem za pravice delavcev, pa tudi za narodno svobodo. Delo ustanovnega kongresa se je omejilo na analizo situacije v partijskih organih na Hrvaškem ter na smernice, po katerih naj bi potekala vzpostavitev KPH na Hrvaškem. Na tem kongresu je bil izvoljen tudi centralni komite partije, ki je bil sestavljen iz 12 članov: Đuro Špoljarić - tajnik, Pavle Gregorić, Andrija Žaja, Josip Kraš, Božidar Adžija, Anka Butorac, Ivan Dujmić, Marko Orešković,  Drago Petrović, Vlado Janjić Capo, Vicko Jelaska in Lovro Kurir. Na samem začetku je bil uradni naziv stranke Komunistična stranka Hrvaške, kmalu pa je bila beseda stranka zamenjana z besedo partija.

## Do druge svetovne vojne
Prva pomembnejša poteza KPH je bila ustanovitev Narodne fronte, ki naj bi predstavljala široko narodno (ljudsko) gibanje. Že kmalu pa je znotraj vodstva stranke prišlo do trenj. Največja težava je bil različen pogled na odnos s Hrvaško kmečko stranko, katere vpliv na prebivalstvo se je vztrajno večal. Poleg tega KPH ni pravočasno odreagirala na več političnih dogodkov v državi. Ena od takih napak je bila prepočasna reakcija na slabo udeležbo na volitvah leta 1938. Temu je sledila reorganizacija stranke v jeseni leta 1939. Takrat se začne vzpon vpliva partije na prebivalstvo, zaradi česar je ban Hrvaške banovine ob podpori kmečke stranke prepovedal delovanje vseh organizacij, ki jih je nadzirala KPH, vse partijske tiskovine pa so bile izpostavljene strogi cenzuri. Od takrat naprej je Narodna fronta ob vsaki politični potezi organizirala demonstracije. Leta 1940 je bila organizirana prva državna konferenca KPH, na kateri je bila KPH predstvaljena kot najštevilčnejša partijska organizacija v Jugoslaviji. 
Če je leta 1940 KPH še zavzemala pacifistično stališče, jo je približevanje vladajoče elite k Trojnemu paktu sililo k radikalnejšim akcijam. Partija kmalu začne zavzemati jasna stališča o potrebi obrambe države pred takim približevanjem. Kljub temu, da formalne odločitve o odporu s strani vrha partije ni bilo, so prav hrvaški komunisti prvi sprožili oborožene akcije proti okupatorju na ozemlju Hrvaške. Po napadu sil osi na Sovjetsko zvezo so 22. junija 1941 hrvaški komunisti ustanovili Prvi sisački partizanski odred. 

## Po drugi svetovni vojni
Po osvoboditvi je KPH kot del KPJ prevzela oblast na Hrvaškem. Leta 1952 se je KPH preimenovala v Zvezo komunistov Hrvaške.

## Sekretarji (od 1966 predsedniki) Centralnega komiteta KPH-ZKH
- 1937–1939 - Đuro Špoljarić
- 1940–1941 - Rade Končar (Srb); vmes Josip Kraš ?
- 1941–1942 - Vladimir Popović (Črnogorec)
- 1942–1944 - Andrija Hebrang
- 1944–1969 - Vladimir Bakarić
- 1969–1971 - Savka Dabčević-Kučar
- 1971–1982 - Milka Planinc
- 1982–1983 - Jure Bilić
- 1983–1984 - Josip Vrhovec
- 1984–1986 - Mika Špiljak
- 1986–1989 - Stanko Stojčević (Srb)
- 1989–1990 - Ivica Račan

## Preoblikovanje
Pred prvimi svobodnimi volitvami leta 1990 je stranka svoje ime spremenila v Zveza komunistov Hrvaške – Stranka demokratičnih sprememb. Po volitvah je ime spremenila v Socialdemokratska stranka Hrvaške, to ime pa stranka, naslednica KPH nosi še danes.
Leta 2006 so v Vukovarju ponovno ustanovili stranko z imenom Komunistična partija Hrvaške, ki pa nima povezav s Socialdemokratsko stranko Hrvaške.